# 5312 Schott
5312 Schott este un asteroid din centura principală de asteroizi.

## Descriere
5312 Schott este un asteroid din centura principală de asteroizi. A fost descoperit pe 3 noiembrie 1981 la Tautenburg de Freimut Börngen. El prezintă o orbită caracterizată de o semiaxă mare de 3,17 ua, o excentricitate de 0,30 și o înclinație de 2,8° în raport cu ecliptica.